# Gail Pettis
Gail Pettis (Henderson, Henderson megye, Kentucky, 1958. május 30.[forrás?] –) amerikai dzsesszénekesnő.

## Pályakép
| Kattints az alábbi külső linkek egyikére! | Kattints az alábbi külső linkek egyikére! |
| ----------------------------------------- | ----------------------------------------- |
| Nem található szabad kép.(?)              |                                           |
| külső link · jogvédett                    | Gail Pettis                               |

2007-ben és 2010-ben „Northwest Vocalist of the Year” volt; gazdag és elegánsan meleg hangját a média ekként értékelte. Nancy Wilsonnal, Sarah Vaughannal és Carmen McRae-vel szokták összehasonlítani.
Családjában több zenész is volt: nagyapja blues énekes és gitáros volt, felvételeket is készített, nagyanyja zongorázott. Gail maga a húgával együtt klasszikus zenét és himnuszokat is énekelt egy helyi presbiteriánus templomban, és későbbi években pedig iskolai és egyházi kórusokban.
Fogászatot tanult és 15 éven át ebben a szakmában dolgozott.
1996-ban Seattle-be költözött. A swingzene vonzásába került. Csak 2006-ban hagyott fel végleg a fogszabályozás gyakorlásával.

## Lemezek
- 2007: May I Come In? (CD, Album)

- 2008: Colabs
- 2010: Here In The Moment (CD, Album)